# Ebon Sorin
Ebon Lilian Sorin, född 18 december 1940 i Östra Eneby socken, Norrköping, död 20 mars 2012 i Johannebergs församling, Göteborg, var en svensk skådespelare. 
Hon kom från en arbetarfamilj och hon växte upp under knappa förhållanden var elev vid Norrköping-Linköping stadsteaters elevskola 1960–1963 och gjorde bland annat Ofelia med Dan Sjögren som Hamlet när hon fortfarande gick på skolan.
Sorin tillhörde sedan teaterns fasta ensemble fram till 1973, därefter övergick hon till Göteborgs stadsteaters fasta ensemble. Sorin är gravsatt i Krematorielunden i Norrköping.

## Filmografi
| År   | Roll               | Produktion                   | Noter                               |
| ---- | ------------------ | ---------------------------- | ----------------------------------- |
| 1964 | Kvinnan i båten    | Svenska bilder               |                                     |
| 1981 | Röst               | Stjärnhuset                  | TV-serie Avsnitt 13, 18, 19, 22, 23 |
| 1989 | Chefssjuksköterska | Sparvöga                     | TV-serie Avsnitt 2, 3               |
| 1993 | Barnmorska         | Blank päls och starka tassar | TV-film                             |
| 1997 | Skolsköterskan     | Glappet                      | TV-serie Avsnitt 3                  |
| 1998 | Fru Gröning        | Svenska hjärtan              | TV-serie Avsnitt 4:1                |
| 2003 | Sjuksköterskan     | Solbacken: Avd. E            | TV-serie Avsnitt 3, 4               |

## Teater

### Roller (ej komplett)
| År   | Roll                   | Produktion                                                                     | Regi                                 | Teater                           |
| ---- | ---------------------- | ------------------------------------------------------------------------------ | ------------------------------------ | -------------------------------- |
| 1961 |                        | Miss 6 Bertil Norström och Gunnar Hoffsten                                     | Jackie Söderman                      | Norrköping-Linköping stadsteater |
| 1961 |                        | Så tuktas en hustyrann John Fletcher                                           | Lars Barringer                       | Norrköping-Linköping stadsteater |
| 1961 |                        | Folk och rövare i Kamomilla stad Thorbjørn Egner och Bjarne Amdahl             | Bertil Norström                      | Norrköping-Linköping stadsteater |
| 1962 |                        | Lek ej med kärleken Alfred de Musset                                           | Ingrid Luterkort                     | Norrköping-Linköping stadsteater |
| 1962 | Clara                  | Fruar på vift Georges Feydeau                                                  | Lars Barringer                       | Norrköping-Linköping stadsteater |
| 1962 | Förvaltarens hustru    | Jeppe på berget Ludvig Holberg                                                 | John Zacharias                       | Norrköping-Linköping stadsteater |
| 1962 | Clary                  | Min kära är en ros Bo Sköld                                                    | Sture Ericson                        | Norrköping-Linköping stadsteater |
| 1963 | Ofelia                 | Hamlet William Shakespeare                                                     | Lars Barringer                       | Norrköping-Linköping stadsteater |
| 1963 | Furstinnan Alexandrova | Min syster och jag Ralph Benatzky                                              | Jackie Söderman                      | Norrköping-Linköping stadsteater |
| 1963 |                        | De löjliga mamsellerna Molière                                                 | Lars Gerhard Norberg                 | Norrköping-Linköping stadsteater |
| 1963 | Doreen                 | Öron till att höra Peter Shaffer                                               | Lars Barringer                       | Norrköping-Linköping stadsteater |
| 1964 | Fanny                  | Marius Marcel Pagnol                                                           | Bertil Norström                      | Norrköping-Linköping stadsteater |
| 1964 | Husjungfrun            | Ett dockhem Henrik Ibsen                                                       | Lars Barringer                       | Norrköping-Linköping stadsteater |
| 1964 | Smeraldina             | Två herrars tjänare Carlo Goldoni                                              | Lars Gerhard Norberg                 | Norrköping-Linköping stadsteater |
| 1964 | Catherine              | Grop åt andra Pierre-Aristide Bréal                                            | Lars Barringer                       | Norrköping-Linköping stadsteater |
| 1965 | Jenny                  | Tre vita skjortor Walentin Chorell                                             | Bertil Norström                      | Norrköping-Linköping stadsteater |
| 1965 | Maisie                 | Boy Friend Sandy Wilson                                                        | Lars Barringer                       | Norrköping-Linköping stadsteater |
| 1965 | Sophie                 | Nej, vaudeville Johan Ludvig Heiberg                                           | Bertil Norström                      | Norrköping-Linköping stadsteater |
| 1965 | Tiggerskan             | Bernardas hus Federico García Lorca                                            | Lars-Levi Læstadius                  | Norrköping-Linköping stadsteater |
| 1965 | Susanna                | Figaros bröllop Pierre de Beaumarchais                                         | Lars Gerhard Norberg                 | Norrköping-Linköping stadsteater |
| 1966 | Lisbeth                | Erasmus Montanus Ludvig Holberg                                                | Torsten Sjöholm                      | Norrköping-Linköping stadsteater |
| 1966 | Olga                   | Meteoren Friedrich Dürrenmatt                                                  | John Zacharias                       | Norrköping-Linköping stadsteater |
| 1966 | Monika                 | Köket Arnold Wesker                                                            | Ernst Günther                        | Norrköping-Linköping stadsteater |
| 1967 | Nastja                 | Natthärbärget eller På botten Maksim Gorkij                                    | Lars Gerhard Norberg                 | Norrköping-Linköping stadsteater |
| 1967 | Medverkande            | Å vilken härlig fred!, revy Hans Alfredson och Tage Danielsson                 | Bertil Norström                      | Norrköping-Linköping stadsteater |
| 1967 | Rosetta                | Leonce och Lena Georg Büchner                                                  | Torsten Sjöholm                      | Norrköping-Linköping stadsteater |
| 1967 |                        | Människan och hans hustru Inga Lindsjö                                         | Torsten Sjöholm                      | Norrköping-Linköping stadsteater |
| 1968 | Lika                   | Löftet Aleksej Arbuzov                                                         | Sture Ericson                        | Norrköping-Linköping stadsteater |
| 1968 | Colombine              | I våras Bengt Ahlfors, Frej Lindqvist, Erna Tauro och Pentti Lasanen           | Bertil Norström                      | Norrköping-Linköping stadsteater |
| 1968 | Fanny                  | Fanny Marcel Pagnol                                                            | Bertil Norström Lars Gerhard Norberg | Norrköping-Linköping stadsteater |
| 1968 | Kattrin                | Mor Courage och hennes barn Bertolt Brecht                                     | Torsten Sjöholm                      | Norrköping-Linköping stadsteater |
| 1969 |                        | De bordlagda Birger Norman                                                     | Evert Lindberg                       | Norrköping-Linköping stadsteater |
| 1969 | Jeanette               | Halva kungariket Allan Edwall                                                  | Lars Gerhard Norberg                 | Norrköping-Linköping stadsteater |
| 1970 | Britta                 | Wermlännigarne Fredrik August Dahlgren och Andreas Randel                      | Bertil Norström                      | Norrköping-Linköping stadsteater |
| 1970 | Kanin                  | Nalle Puh Eric Olsoni                                                          | Riber Björkman                       | Norrköping-Linköping stadsteater |
| 1970 | Helena                 | Ut med språket Václav Havel                                                    | Lars Gerhard Norberg                 | Norrköping-Linköping stadsteater |
| 1970 | Virginia               | Galilei Bertolt Brecht                                                         | Torsten Sjöholm                      | Norrköping-Linköping stadsteater |
| 1970 | Sieglinde              | Berättelser från Landshut Martin Sperr                                         | Lars Gerhard Norberg                 | Norrköping-Linköping stadsteater |
| 1971 |                        | Blåmärken Allan Rune Pettersson                                                | Torsten Sjöholm                      | Norrköping-Linköping stadsteater |
| 1971 |                        | Varför Anders Linder och Birgitta Sundberg                                     | Torsten Sjöholm                      | Norrköping-Linköping stadsteater |
| 1971 | Bessie Blatt           | Hönssoppa med korngryn Arnold Wesker                                           | John Zacharias                       | Norrköping-Linköping stadsteater |
| 1971 | Marja                  | Revisorn Nikolaj Gogol                                                         | Lars Gerhard Norberg                 | Norrköping-Linköping stadsteater |
| 1972 | Anna                   | Gamla tider Harold Pinter                                                      | Hans Elfvin                          | Norrköping-Linköping stadsteater |
| 1972 |                        | Östgötalek — Från ballad till polska Kerttu Thorén, Miguel Gomila, Arne Rassét |                                      | Norrköping-Linköping stadsteater |
| 1972 |                        | West Side Story Arthur Laurents, Leonard Bernstein och Stephen Sondheim        | John Zacharias                       | Norrköping-Linköping stadsteater |
| 1972 | Sylvia Hauser          | Hoppsan i sängen Ray Cooney och John Chapman                                   | John Zacharias                       | Norrköping-Linköping stadsteater |
| 1973 | Flickan                | I blindo David Rabe                                                            | Hans Elfvin                          | Norrköping-Linköping stadsteater |